# Gimle (Mythologie)
Gimle (Gimlé) oder Gimli ist in der nordischen Mythologie der Ort, wo die Überlebenden des Ragnarök hinkommen. Er ist in der Prosa-Edda und im Völuspá erwähnt. Er gilt dort als der schönste Ort im Asgard und sogar schöner als die Sonne.
Der norwegische faschistische Politiker und Ministerpräsident Vidkun Quisling (1887–1945) benannte seine Osloer Residenz, die Villa Grande in Anlehnung an diese Mythologie in Gimle.